# Huluvady, Channapatna
Huluvady là một làng thuộc tehsil Channapatna, huyện Ramanagara, bang Karnataka, Ấn Độ.